# Ian Somerhalder
Ian Joseph Somerhalder  (Covington, Louisiana, 8. prosinca 1978.), američki glumac, producent i maneken. Najpoznatiji je po ulozi Boonea Carlylea u TV seriji Izgubljeni i Damona Salvatorea u TV seriji Vampirski dnevnici.

## Rani život
Somerhalder je rođen u Convingtonu, Louisiana, sin Edne i Roberta Somerhaldera. Engleskog je, francuskog i irskog podrijetla. Kao katolik, pohađao je St. Paul's, privatnu katoličku školu u Covingtonu. U dobi od 10 godina počinje karijeru manekena, a sa 17 se odlučio posvetiti glumi. 

## Vanjske poveznice
- Ian Somerhalder u internetskoj bazi filmova IMDb-u (engl.)